# تل پاسگاه
تل پاسگاه مربوط به دوران‌های تاریخی پس از اسلام است و در شهرستان اقلید، بخش حسن‌آباد، روستای احمدآباد واقع شده و این اثر در تاریخ ۱۲ بهمن ۱۳۸۱ با شمارهٔ ثبت ۷۳۳۴ به‌عنوان یکی از آثار ملی ایران به ثبت رسیده است.